# 로아강
로아강(스페인어: Río Loas)은 칠레에서 가장 긴 강으로 길이는 440 km이다. 칠레 북쪽의 안토파스타 지역에 있는 사인 곡선 형태의 강이다.
로아강은 안데스산맥의 미뇨 화산에서 발원한다. 로아강 서쪽 유역은 해발 4,500 m 산등성이에, 그리고 동쪽 유역은 솔라 데 아스코탄과 같은 화산 활동으로 만들어진 산맥과 접해 있다. 로아강은 치우 치우(해발 150 km)마을등의 식수로 사용되고 있다.
상당히 높은 지대인 로아강의 상류는 안데스산맥의 주요 지류인 산 페드로 데 이나칼리강과 살라도강으로부터 많은 양의 물을 공급받는다. 산 페드로 데 이나칼리강은 저수지 콘치에서, 살라도강은 치우 치우에서 남쪽으로 약 3 km 지점 떨어진 곳에서 로아강과 합류한다. 로아강, 산 페드로 이나칼리강, 그리고 살라도강 상류의 물은 매우 신선하지만, 하류 지역의 물은 다른 모든 강들이 그렇듯이 점점 오염되고 있다.